# Zunzingen
Zunzingen (alemannisch: Zunzige) ist ein Dorf mit 273 Einwohnern (Stand März 2019) im Landkreis Breisgau-Hochschwarzwald in Baden-Württemberg. Die ehemals selbständige Gemeinde Zunzingen gehört seit 1973 als Ortsteil zur Stadt Müllheim im Markgräflerland. Die Gemarkungsfläche Zunzingens beträgt 231 ha, davon sind 15 ha Rebflächen und 97 ha Wald.

## Geografie

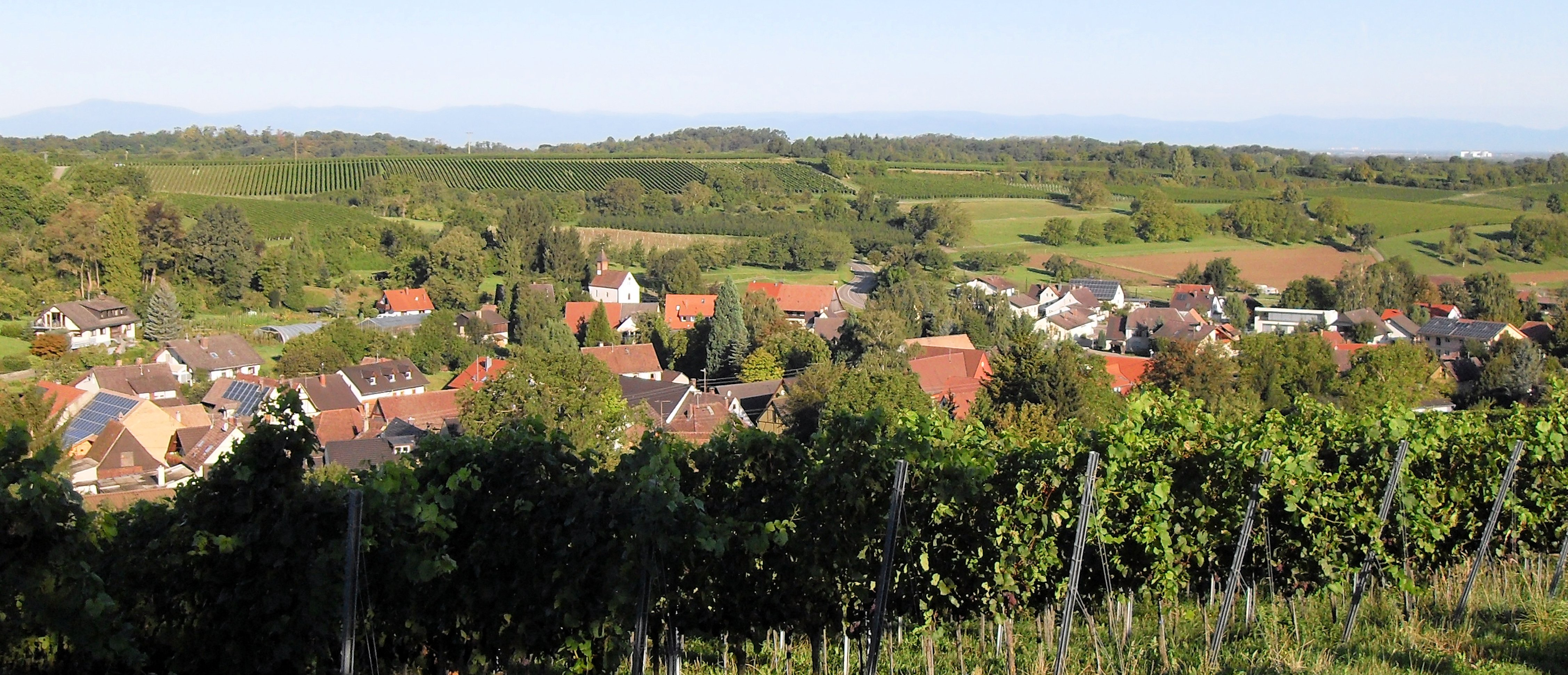
Blick aus den Weinbergen im Südosten auf Zunzingen

Zunzingen liegt im Breisgau und im Markgräflerland, etwa 26 Kilometer südwestlich von Freiburg. In der hügeligen Vorbergzone des Schwarzwaldes auf 260 m über dem Meer gelegen, steigt das Gelände unmittelbar südöstlich des Dorfes um 250 Höhenmeter zu den Ausläufern des Schwarzwaldes an. Die nach Westen geneigten Hänge sind großflächig von Weinreben bestanden. Im Dorf Zunzingen entspringt der Zunzingermattbach, der nach Norden zum Ehebach entwässert, der dann über den Sulzbach nahe Grißheim in den Rheinauen versickert.

## Geschichte
Der Name Zunzingen erschien erstmals im Jahr 799 im „Codex Lauresham“ des Klosters Lorsch. Das Kloster St. Blasien hatte im Mittelalter umfangreichen Grundbesitz aus Schenkungen und Stiftungen, auch in Zunzingen. Zu den Grundbesitzern in Zunzingen gehörten auch die Klöster Lorsch und Adelhausen. Zunzingen war lange Zeit Teil der Vogtei in Badenweiler, der auch die umliegenden Orte Schweighof, Niederweiler, Lipburg und Sehringen angehörten. Anfang des 19. Jahrhunderts ging die Herrschaft Badenweiler im Großherzogtum Baden auf;  Die Entwicklung des Obst- und Weinanbaus auf dem fruchtbaren Lössboden hatte mit der Flurbereinigung in den 1950er Jahren einen Höhepunkt erreicht.
Im Jahr 1409 brannte das Dorf ab, als sich hier Habsburger und Basler (Baslerkrieg) gegenüberstanden. Zu den Zerstörungen im Dreißigjährigen Krieg kam es zwischen 1624 und 1629 auch noch zu einer Pestepidemie. Während einer erneuten Brandschatzung im Jahr 1633 flohen viele Bewohner nach Basel. Nach den Verwüstungen durch kaiserliche Truppen erlitt Zunzingen im Winter 1635/36 erneut Zerstörungen, diesmal durch die Franzosen. 1809 wurde Zunzingen eine selbständige Gemeinde und erlebte eine lange friedliche Periode, die erst durch den Ersten Weltkrieg beendet wurde. Am Ende des Zweiten Weltkrieges musste Zunzingen als Kriegsschuld ca. 100 Klafter Holz aus dem Zunzinger Wald schlagen.

## Wappen

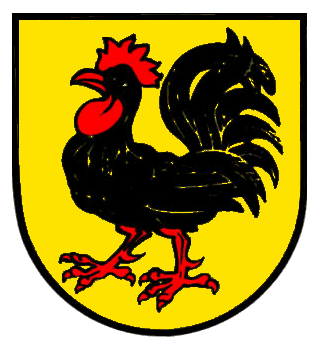
Zunzinger Wappen

Blasonierung: „Auf goldenem Grund ein schwarzer, rot bewehrter Hahn.“

## Kultur und Sehenswürdigkeiten
Das Winzerdorf Zunzingen liegt im Zentrum des Markgräfler Weinanbaugebietes. Durch das Dorf führt ein Abschnitt der der Badischen Weinstraße.
- Evangelische Kirche
- Gefallenendenkmal
- Weinetikettenmuseum im Weingut Dr. Schneider
- Segelfluggelände der Stadt Müllheim im Westteil der Gemarkung Zunzingen

Evangelische Kirche in Zunzingen
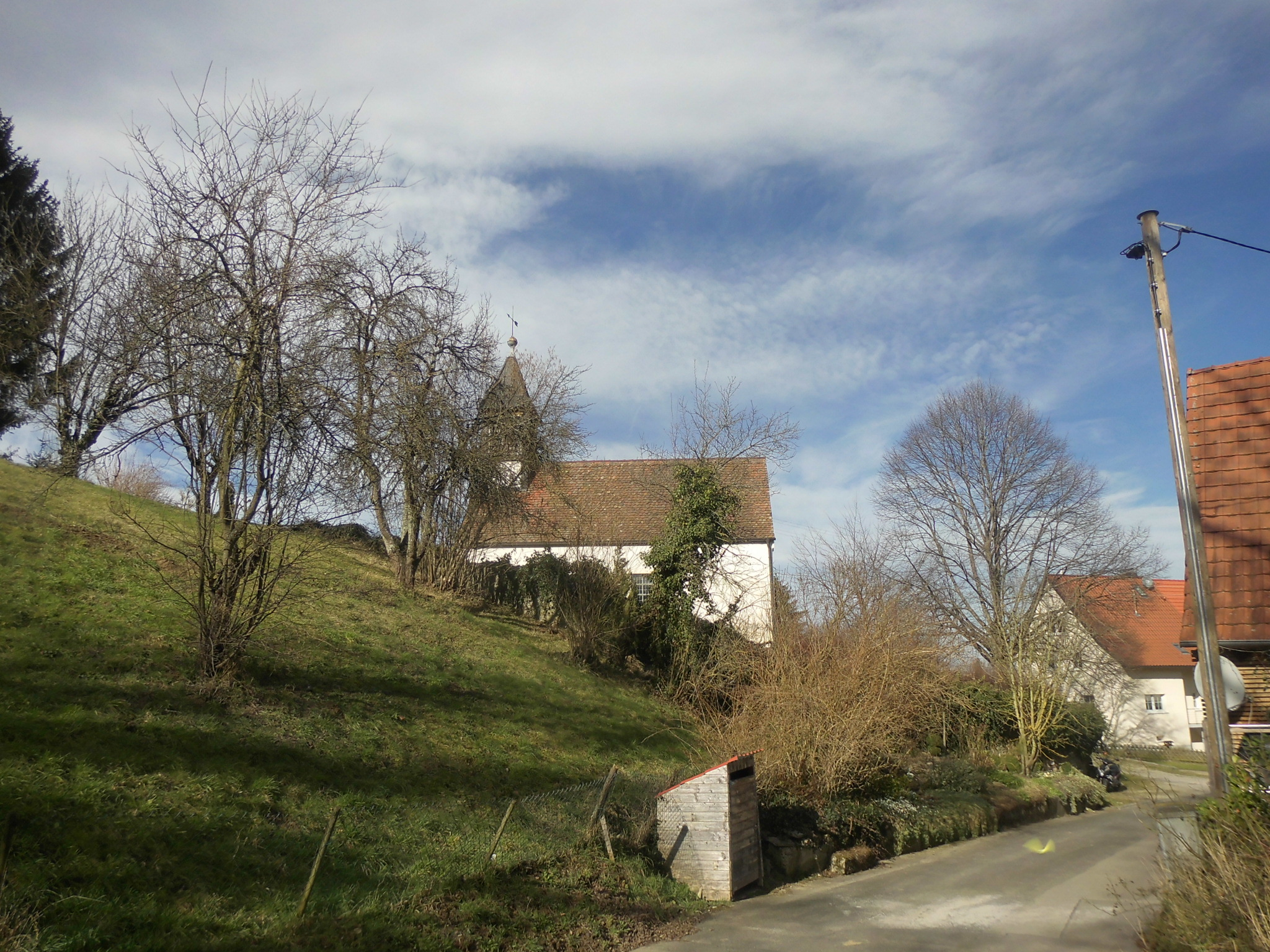
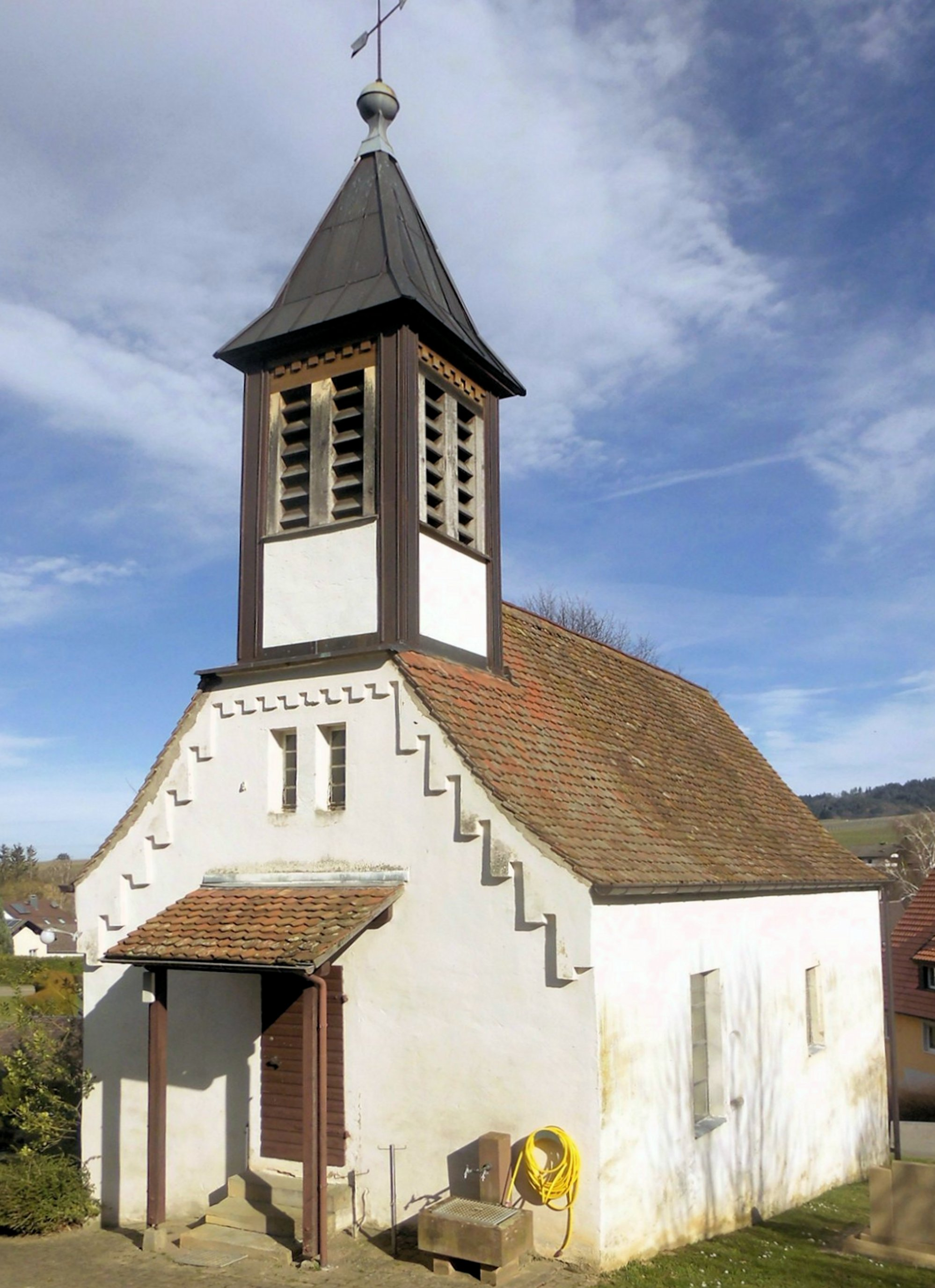
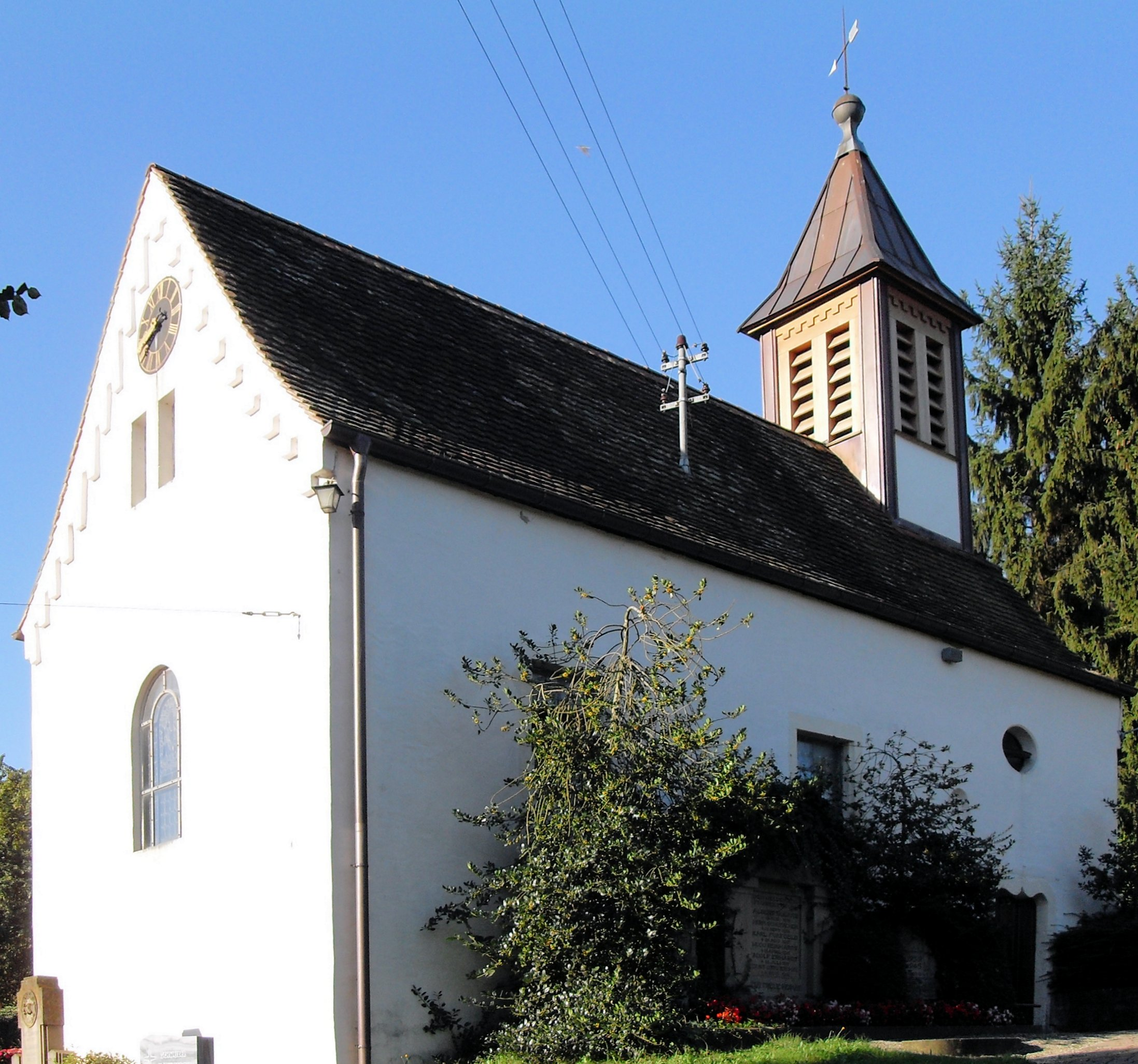
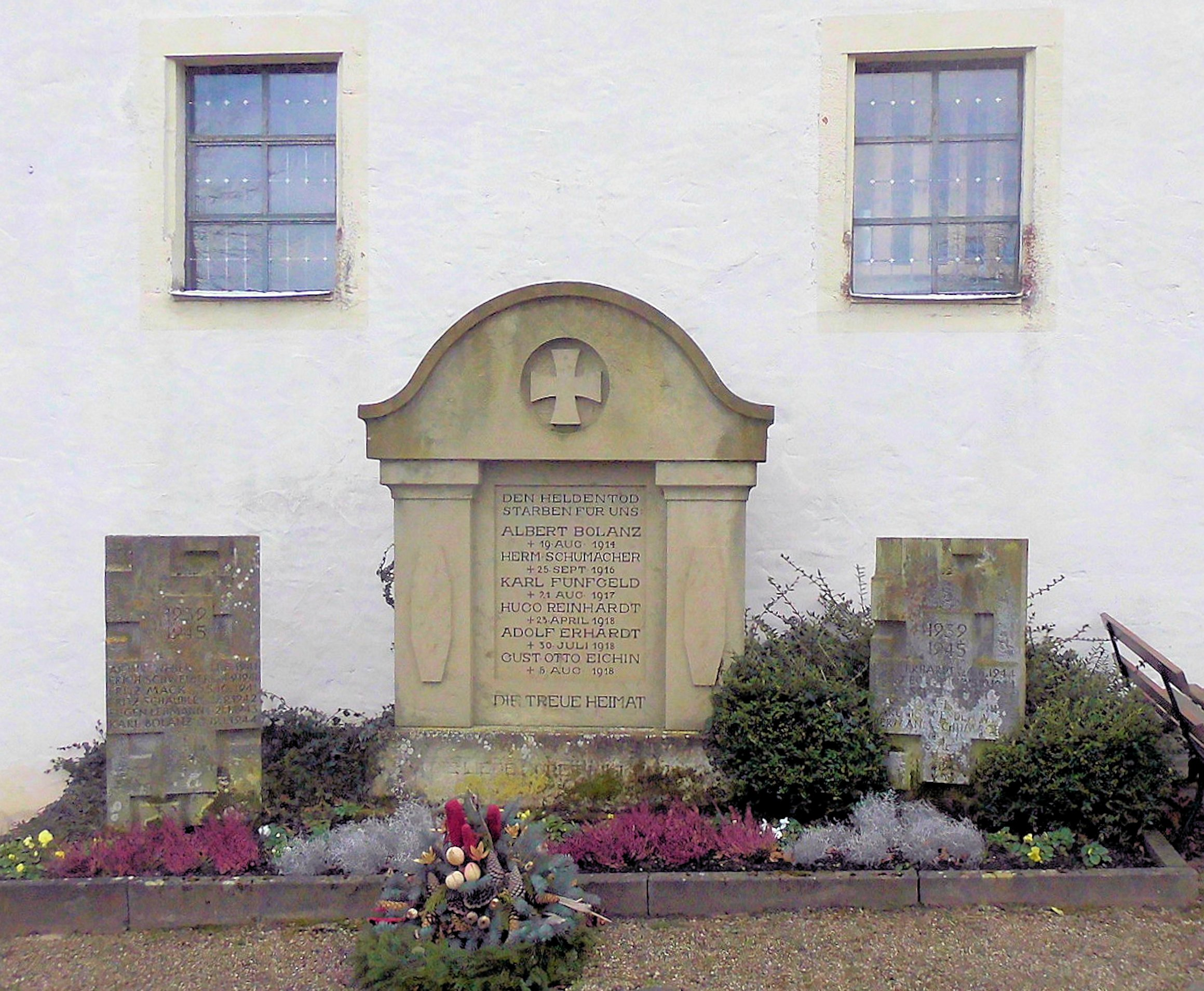
Gefallenendenkmal beider Weltkriege an der Kirche

## Wirtschaft und Infrastruktur
Weinanbau und Tourismus sind heute die wichtigsten Wirtschaftszweige in Zunzingen. Das Dorf ist auch Wohnort zahlreicher Berufspendler in die umliegenden Städte und Gemeinden. Das Dorfleben wird geprägt vom 1991 gegründeten Ortsverein Zunzingen.

Gastronomie
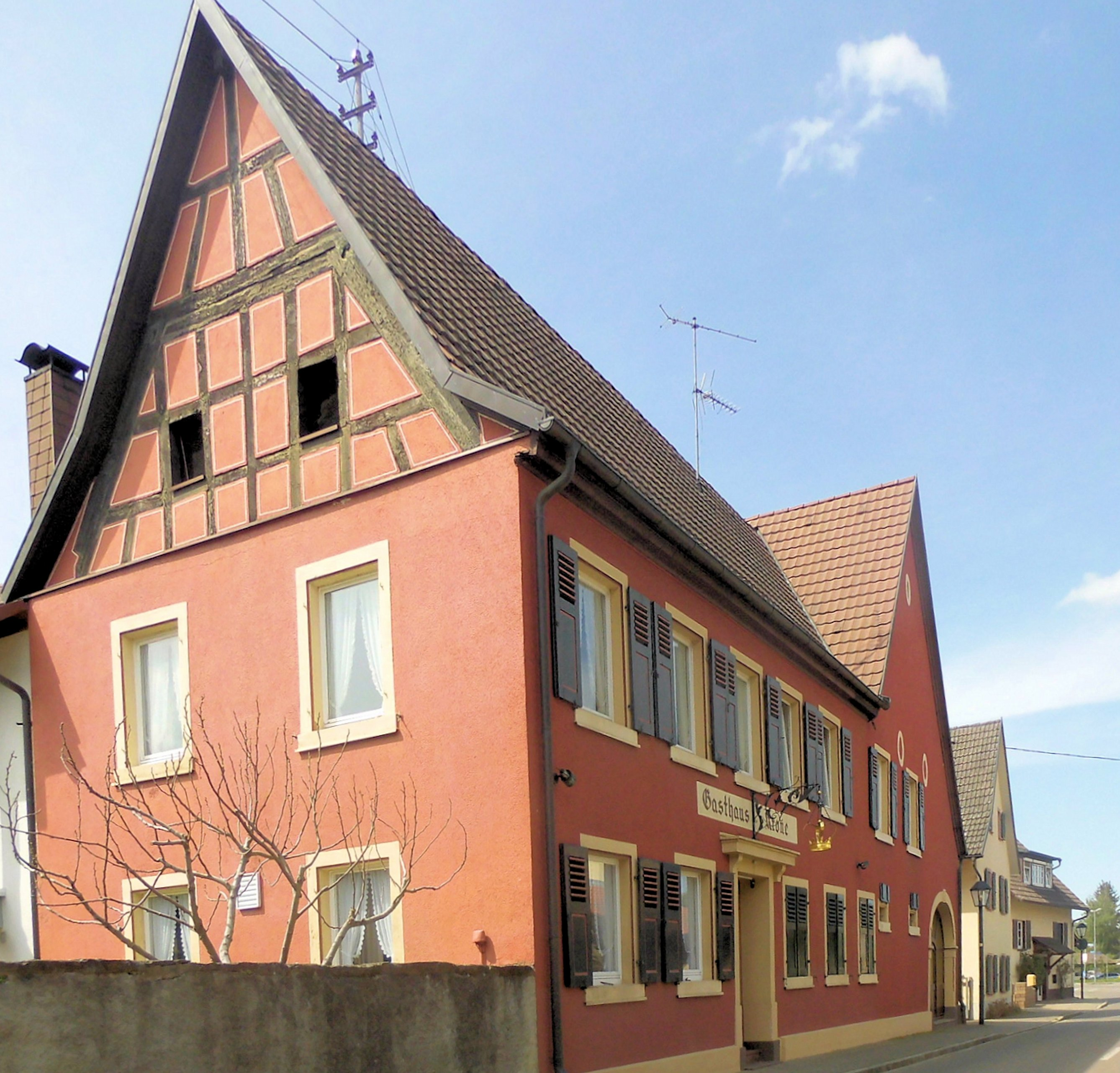
Gasthaus Krone
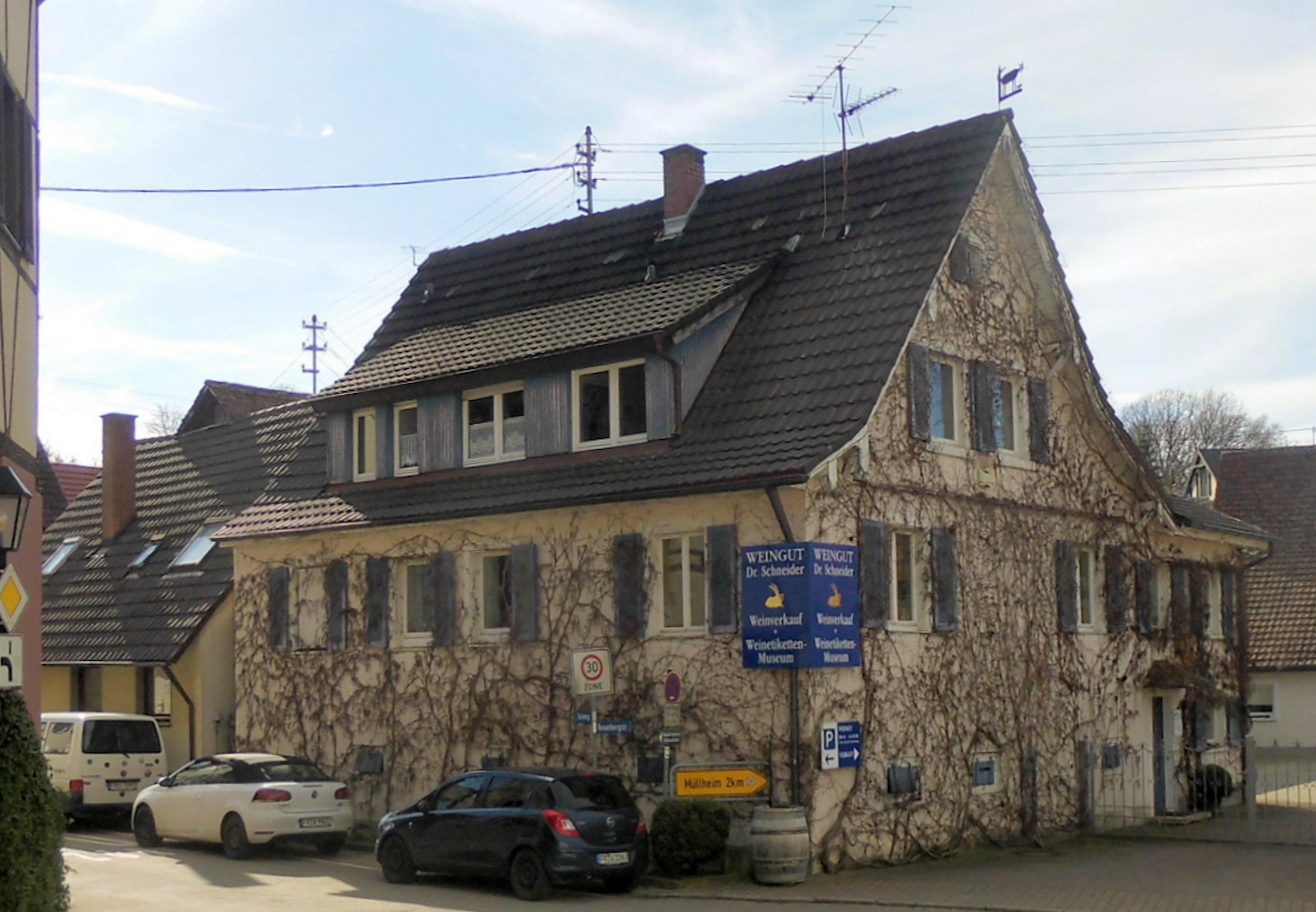
Weingut Dr. Schneider mit Weinetikettenmuseum

Zunzingen ist durch Straßen mit den umliegenden Orten verbunden: nach Nordwesten führt eine Landstraße nach Dattingen, nach Norden über Britzingen und Laufen nach Staufen im Breisgau, nach Süden führt eine Straße nach Müllheim. Der Öffentliche Nahverkehr wird durch Busse gewährleistet.
Die nächsten Bahnhöfe befinden sich in Müllheim und Buggingen an der Bahnstrecke Mannheim–Basel. Im fünf Kilometer entfernten Neuenburg am Rhein besteht ein Anschluss an die Autobahn A 5..

## Belege
1. ↑  Zahlen auf muellheim.de. Archiviert vom Original (nicht mehr online verfügbar) am 8. Februar 2013; abgerufen am 26. Juli 2020.  Info: Der Archivlink wurde automatisch eingesetzt und noch nicht geprüft. Bitte prüfe Original- und Archivlink gemäß Anleitung und entferne dann diesen Hinweis.
2. ↑  Geschichtsabriss auf alemannische-seiten.de
3. ↑  Geschichtsabriss auf muellheim.de